# Victor De Almeida
Victor De Almeida, född 22 oktober 1974 i Kap Verde, är en svensk beroendeterapeut, författare och podcastare.

## Biografi
Victor De Almeida föddes på Kap Verde under kolonialtiden. Under barndomen flyttade han tillsammans med sin mor till Sverige, där han växte upp i Nacka.
Redan under uppväxten kom De Almedia i kontakt med kriminalitet, och han började under tonåren även använda droger. Vid 19 års ålder provade han heroin för första gången och utvecklade snabbt ett tungt beroende. Missbruket varade i cirka 20 år och präglades av hemlöshet och omkring 27 dokumenterade överdoser. I samband med sin dåvarande partners död i juli 2014 bestämde han sig för att bli drogfri, och slutade även med tobak 2015.

## Karriär
De Almeida är utbildad beroendeterapeut och arbetar på ett behandlingshem. Han debuterade som författare 2023 med självbiografin Kramen från helvetet, som han skrev tillsammans med Antonios Antoniadis. Han driver även talkshowen och podcasten Dialogiskt, där han intervjuar gäster från olika samhällsskikt – allt från gängledare, hemlösa och politiker till idrottsstjärnor och rapartister. Kanalen har rönt uppmärksamhet för sina kontroversiella gäster, särskilt personer med koppling till brottslighet, vilket De Almeida bemött med "att det är ett sätt att skildra samhället både på gott och ont".